# Вінісіус Жуніор
Вінісіус Жуніор (порт. Vinícius Júnior, нар. 12 липня 2000) — бразильський футболіст, лівий вінгер клубу «Реал Мадрид» і збірної Бразилії.
У 2021 році став найдорожчим гравцем на планеті, його оцінили в 166 млн дол. Автор переможного голу фінальної гри Ліги чемпіонів 2021—2022.

## Клубна кар'єра
Народився 12 липня 2000 року. Вихованець футбольної школи клубу «Сантус».
У дорослому футболі дебютував 2017 року виступами за команду клубу «Фламенгу», у якій попри юний вік відразу став одним з основних нападників.
Вже у травні 2017 року уклали угоду про перехід гравця, якому на той час було лише 16 років, до іспанського «Реал Мадрид». Трансферну суму оцінювали в 46 млн євро, що зробило перехід Вінісіуса другим найдорожчим в історії переходів з бразильських клубів (після трансферу Неймара). Через вікові обмеження на міжнародні трансфери фактичний перехід футболіста був можливим лише у день його 18-річчя, 12 липня 2018 року. До того часу він продовжував грати за « Фламенгу», провівши загалом у складі команди 38 матчів у бразильській Серії A.
Перебравшись влітку 2018 року до Іспанії, почав виступати за команду-дублерів «Реал Мадрид Кастілья», а 29 вересня дебютував в іграх за основну команду «Реалу», ставши першим гравцем її складу, що народився у 2000-х. 3 листопада 2018 року забив свій перший гол за основу «вершкових», відзначившись після виходу на заміну у грі проти «Реал Вальядолід».
У 2021 році Вінісіус Жуніор став першим футболістом, народженим у 2000 році або пізніше, який в одному розіграші турніру забив більше 10-ти голів.

## Виступи за збірні
2015 року дебютував у складі юнацької збірної Бразилії для 15-річних. Загалом за команди різних вікових категорій взяв участь у 28 іграх на юнацькому рівні, відзначившись 25 забитими голами. У складі збірної U-17 2017 року був учасником Юнацького чемпіонату Південної Америки, на якому із 7-ма голами став найкращим бомбардиром і був визнаний найкращим гравцем.
З 2018 року залучений до складу молодіжної збірної Бразилії. У серпні 2019 року отримав свій перший виклик до головної збірної Бразилії.

## Титули і досягнення

### Командні
«Реал Мадрид»
Клубний чемпіон світу (2): 2018, 2022
Володар кубка Іспанії (1): 2022–23
Володар Суперкубка Іспанії (3): 2019, 2021, 2023
Чемпіон Іспанії (3): 2019-20, 2021-22, 2023-24
Переможець Ліги Чемпіонів УЄФА (2): 2021-22, 2023-24
Володар Суперкубка УЄФА (1): 2022
Міжконтинентальний кубок ФІФА (1): 2024
Бразилія U-15
Чемпіон Південної Америки (U-15) (1): 2015
Бразилія U-17
Чемпіон Південної Америки U-17 (1): 2017
Бразилія
Срібний призер Кубка Америки (1): 2021

### Особисті
- Найкращий бомбардир Юнацького чемпіонату Південної Америки (U-17): 2017 (7 голів)
- Найкращий гравець Юнацького чемпіонату Південної Америки (U-17): 2017